# Saint-Pierre-Aigle
Saint-Pierre-Aigle ist eine französische Gemeinde mit 332 Einwohnern (Stand: 1. Januar 2022) im Département Aisne in der Region Hauts-de-France; sie gehört zum Arrondissement Soissons und zum Kanton Vic-sur-Aisne.

## Geographie
Die Gemeinde Saint-Pierre-Aigle liegt elf Kilometer südwestlich von Soissons und etwa 30 Kilometer ostsüdöstlich von Compiègne. Durch die Gemeinde führt die teilweise autobahnartig ausgebaute RN 2. Nachbargemeinden von Saint-Pierre-Aigle sind Cutry im Norden, Dommiers im Nordosten, Chaudun im Osten, Longpont im Osten und Süden, Montgobert im Südwesten und Westen sowie Cœuvres-et-Valsery im Westen und Nordwesten.

## Bevölkerungsentwicklung
| Jahr                       | 1962 | 1968 | 1975 | 1982 | 1990 | 1999 | 2006 | 2012 | 2022 |
| Einwohner                  | 218  | 232  | 175  | 201  | 289  | 356  | 360  | 347  | 332  |
| Quellen: Cassini und INSEE |      |      |      |      |      |      |      |      |      |

## Sehenswürdigkeiten
- Kirche Saint-Pierre, Monument historique seit 1920
- Wasserturm

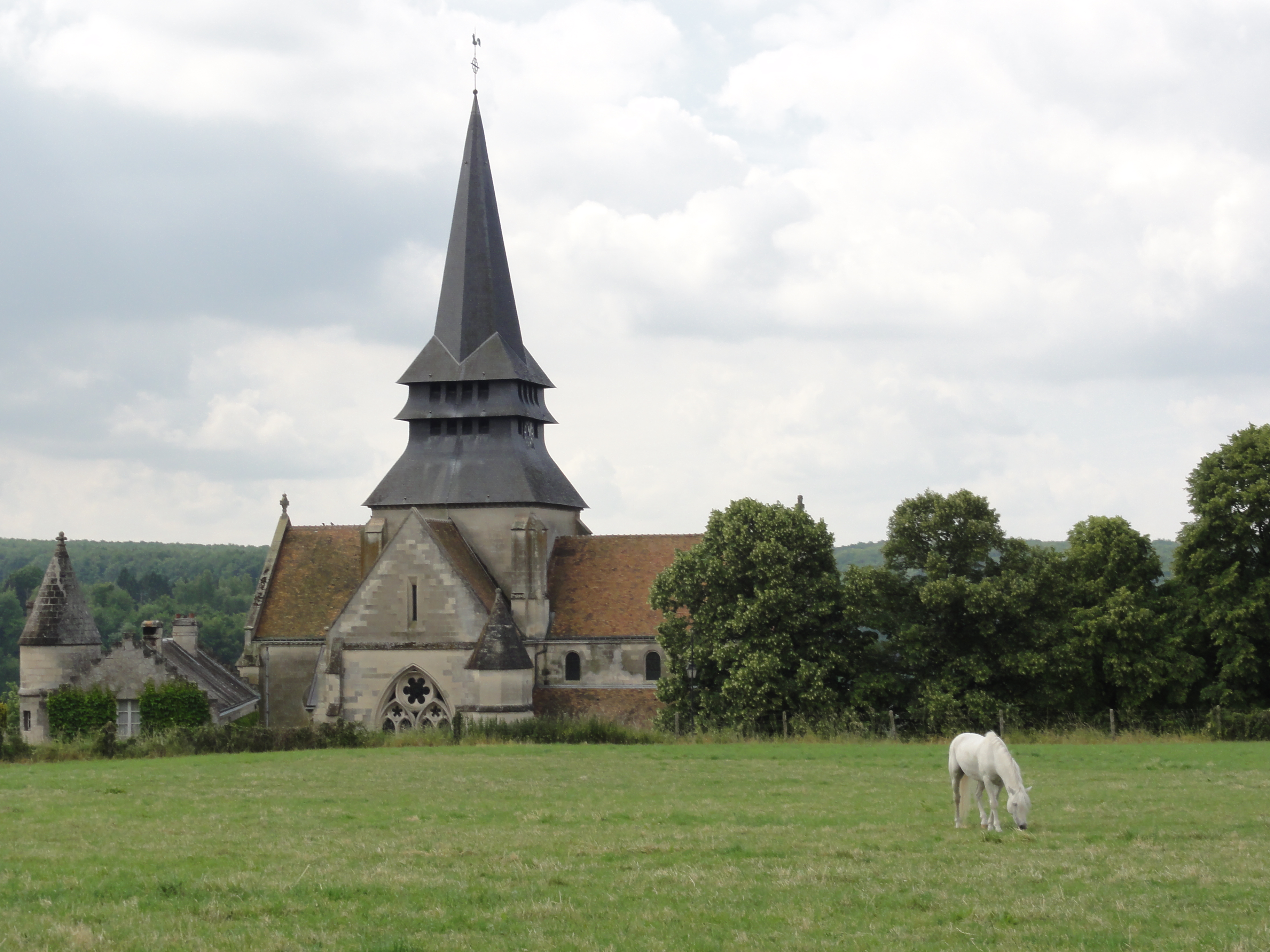
Kirche Saint-Pierre
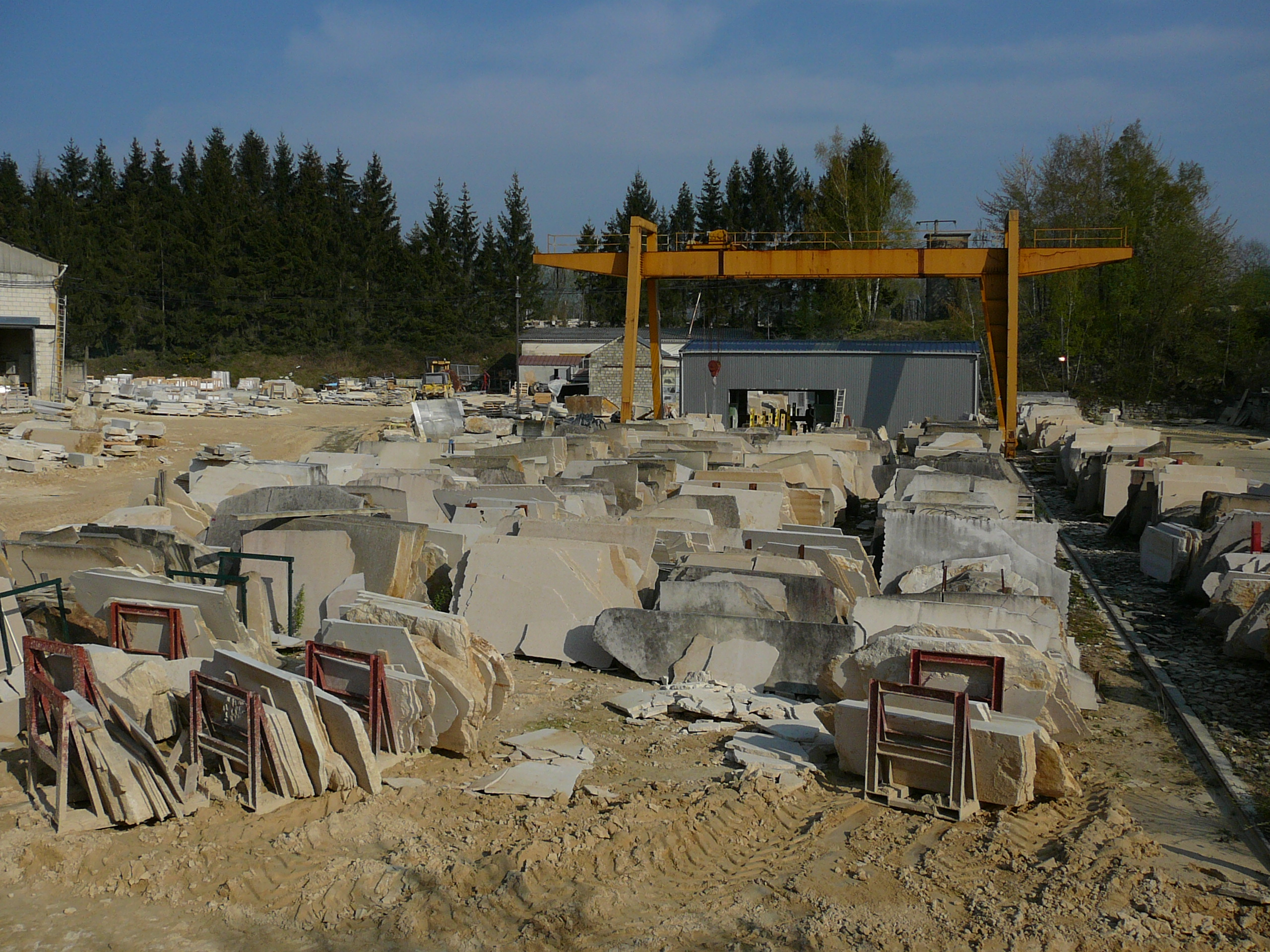
Steinbruch
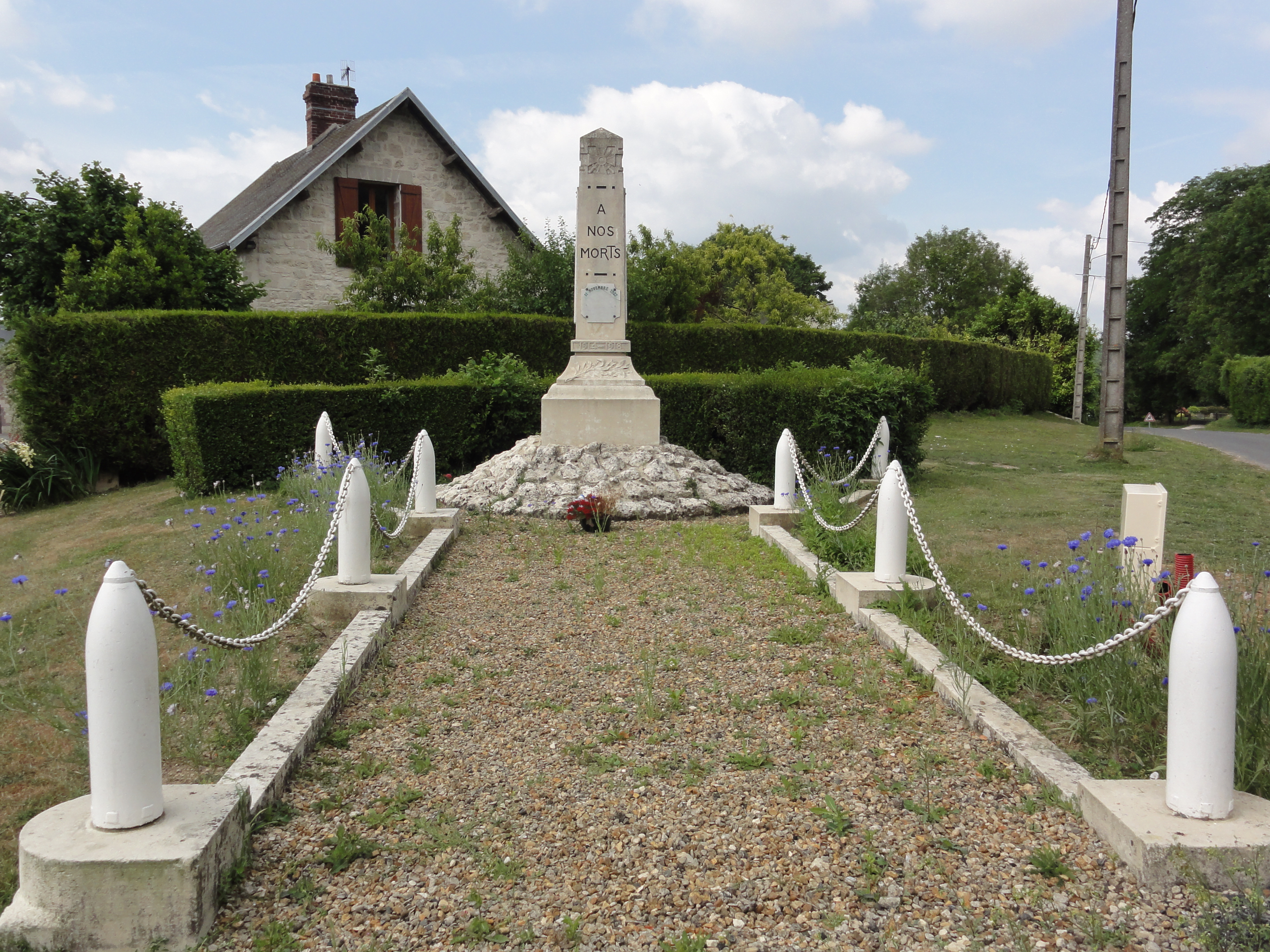
Gefallenendenkmal